# Hedvig Indebetou
Hedvig Sofia Amalia Indebetou, född 1 april 1844 i Östra Vingåkers församling Södermanland, död 25 april 1933 i Klara församling, Stockholm, var en svensk  författare, dramatiker och översättare av barn- och ungdomslitteratur.
Tillsammans med Carl Anton Wetterbergh utgav hon 1880 vis- och sagoboken Vintergröna. Från 1883 arbetade hon som översättare från engelska. Bland de verk hon översatt kan nämnas Louisa May Alcotts Under syrenerna. På 1890-talet skrev hon flera pjäser.
Hedvig Indebetou var dotter till Carl Gustaf Indebetou av släkten Indebetou.